# Погляд Горгони
Погляд Горгони (англ. Gorgon Stare) — технологія відеоспостереження за місцевістю, розроблена збройними силами Сполучених Штатів. Складається зі сферичного масиву з дев'яти камер, встановлених на БПЛА. У ВПС США має назву «сенсорна система широкого спостереження».

## Історія
Система здатна знімати рухоме зображення місцевості з площею цілого міста, яке потім може бути проаналізоване людьми або системою зі штучним інтелектом, зокрема, проєктом Око розуму (Mind's Eye), розробленим оборонним Агентством перспективних дослідницьких проєктів. Отриманні зображення не вважаються відео, оскільки зйомка ведеться з меншою, ніж стандартна, частотою. Частота кадрів на телебаченні дорівнює 24-60 Гц. Для повної ефективності, «Погляд Горгони» має використовувати систему тегів (міток) і метаданих. ВПС планує поставити одну систему в 2011 році, другу — у 2012 році, а третю в 2014 році, хоча вони не будуть введені в експлуатацію до прийняття на озброєння командиром в театрі військових дій. Система Погляд Горгони знаходилась в розробці понад два роки; вона призначена для завантаження 65 різних зображень для різних військових користувачів для аналізу.
Перша система була поставлена на бойове чергування ВПС США в Афганістані в березні 2011 року. Вона була встановлена на БПЛА MQ-9 Reaper, тривалість перебування у повітрі становила 12-16 годин, доступність системи сягала 90%, що значно перевищило початкові очікування. В цілому, система отримала дуже схвальні відгуки військових.
Компанія Sierra Nevada нині працює над модернізацією системи, яка матиме вчетверо більшу площу охоплення та вдвічі вищу роздільну здатність.

### Друге покоління
Система «Погляд Горгони» другого покоління (англ. Increment 2) розташована у двох підвісних контейнерах. В одному знаходиться електро-оптична система спостереження, в іншому — інфрачервоні камери. Вона створена для використання на БПЛА Reaper.
1 липня 2014 року Sierra Nevada Corporation заявила про досягнення другим поколінням «Погляду Горгони» початкового рівня працездатності (англ. initial operating capability). Якщо представлене в березні 2011 року перше покоління «Погляду» було здатне охопити 16 км², запровадження системи ARGUS-IS дозволяє водночас охопити площу 100 км². Система має 368 камер 5 мегапіскелів кожна, які створюють зображення 1,8 гігапікселів, 12 кадри на секунду. Таким чином, система створює декілька терабайт даних за одну хвилину. Весь масив із 368 камер зібраний в групи, які використовують 4 окремих телескопічних лінзових систем виробництва BAE Systems.
Масив інфрачервоних камер виробництва Exelis Inc.
На початку 2015 року друге покоління повністю замінило перше в робочих системах.

## Походження назви
Горгона — це монстр з грецької міфології, погляд якого може перетворити будь-кого на каміння. Імовірно, Горгона тут пов'язана із здатністю системи заморожувати подію для подальшого аналізу.